# Thaise massage
Traditionele Thaise massage of nuat phaen boran (Thai: นวดแผนโบราณ, "antieke massage stijl"), is een van 's werelds oudste geneesmethoden. De Thaise mensen zagen ziekte als onbalans in het lichaam of de geest en ze zochten hulp in de lokale tempel. Zij werden behandeld met de vier elementen van de traditionele geneeskunst: spirituele ondersteuning, voedingsondersteuning, kruiden en massage.

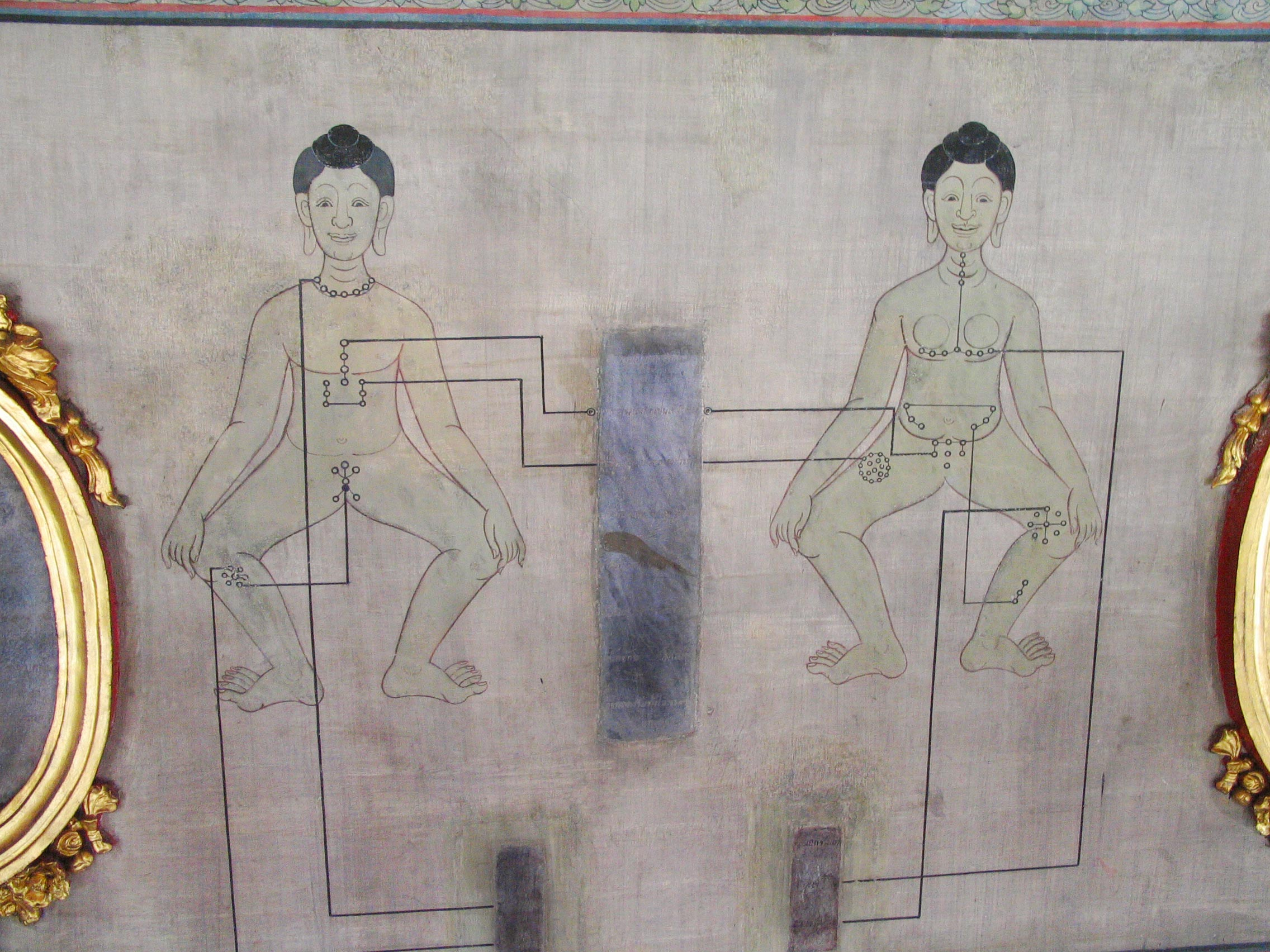
Muurtekeningen in het "Medisch Paviljoen" van Wat Pho, Bangkok, Thailand

Thaise massage is meer dan 2.500 jaar oud. Van oorsprong Indiaas, is deze massagevorm samen met de boeddhistische monniken naar Thailand gekomen. Niet alleen het lichaam, maar ook de geest voelt zich bevrijd. Dit holistische idee – onverbrekelijke verbinding van lichaam en geest – heeft zijn wortels in het boeddhisme. De Thaise massage is een onderdeel van de Thaise medische en spirituele traditie. Veel van de kennis van de massage ging echter verloren bij de vernietiging van de oude Thaise hoofdstad, Ayuthaya in 1767. Koning Rama III gaf in 1832 opdracht de overblijfselen van deze traditie vast te leggen in steen. Deze friezen kunnen vandaag nog steeds bewonderd worden in de tempel van Wat Pho in Bangkok. Wie in de Thaise hoofdstad Bangkok de Wat Pho-tempel bezoekt, vindt in de schaduw van de reusachtige liggende gouden boeddha van 15 meter hoog en 46 meter breed de restanten van een school voor traditionele Thaise geneeskunde uit de 18e eeuw. Op de muren zijn nog de instructies voor de studenten geschilderd; op anatomische afbeeldingen laten ze zien waar zich de energiepunten van het menselijk lichaam bevinden. De studenten leerden de voorschriften vanaf de muren uit het hoofd. Overal staan standbeelden in een yogahouding. De eeuwenoude traditie wordt in de tempel nog steeds voortgezet. Hoewel de massage traditioneel door monniken in boeddhistische tempels werd beoefend, is het beroep niet meer beperkt tot de tempelomgeving. Thaise massage wordt nu overal in Thailand beoefend, op massagescholen, in ziekenhuizen, in hotels, op het strand.
Er zijn twee stromingen in de Thaise massage: de noordelijke variant, Nuad Bo-Rarn, en de zuidelijke variant, ook wel Bangkokstijl genoemd. Deze laatste is statischer en wordt veelal als pijnlijker ervaren. Beïnvloed door de Chinese en Indiase massage en yoga, is dit een vrij stevige massagetechniek waarbij de masseur op de energiebanen masseert en rek- en strekbewerkingen uitvoert. De bewegingen lijken vaak sterk op de asana's van yoga en de aandacht voor de drukpunten lijkt op de nadi's uit Ayurveda en de meridianen uit de Chinese geneeskunst.
Het lichaam van de gemasseerde wordt tijdens een massage in diverse yoga-posities gebracht. Daarom noemt men Thaise massage ook weleens schertsend "yoga for lazy people". Men wordt bewerkt met knieën en ellebogen en soms zelfs met het volledige gewicht van de masseur of masseuse. Olie komt er niet aan te pas. De spieren worden gekneed tot het laatste restje spanning verdwenen is. Ledematen worden gestrekt en uitgerekt, de rug gebogen tot een soepele kromming. De massage beoogt het lichaam te harmoniseren, blokkades los te maken, en deficiënties langs de energielijnen te weg te werken. Vergeleken met traditionele Chinese geneeskunde, die gericht gebruikmaakt van acupunctuur om de druk te manipuleren, stimuleert de Thaise massage weliswaar dezelfde punten maar met een helende aanraking. Daarom zijn de punten aan minder spanning onderhevig, en de levensenergie, of Prana, krijgt gelegenheid om vrij te bewegen. Samen met het beïnvloeden van het energetische aspect, werkt men ook aan het fysieke lichaam. Beginnend bij de voeten en voortschrijdend tot het hoofd, zal het lichaam van de cliënt worden bewogen, losgemaakt en uitgerekt. De combinatie van energetische en fysieke aspecten is uniek aan Thaise massage, en datzelfde geldt voor de gevolgen. Deze oude massage wordt omschreven als een gift voor het lichaam (fysiek), de geest (spiritueel) en het gevoel (emotioneel).

Het is een manier om ziekte te verhinderen, een hulpmiddel bij het oplossen van blokkades vóór zij zich psychisch of fysiek manifesteren, en voor het verhogen van de flexibiliteit. Tijdens de Thaise massage wordt gemakkelijkzittende kleding gedragen en de massage gebeurt op een futon of matras.
Thaise massage voorkomt en verhelpt zowel lichamelijke als psychische klachten en stimuleert de bloedsomloop en het lymfesysteem waardoor men weer energie krijgt. Chronische vermoeidheid, rug- en nekklachten, hoofdpijn, stijve spieren en gewrichten en een slechte doorbloeding kunnen door Thaise massage worden verholpen. Het zorgt voor versoepeling van de weefsels (huid, spieren, zenuwbanen en gewrichten) en verbetert de bloedcirculatie. Het bestrijdt stress en vermindert depressieve gevoelens. Op geestelijk/spiritueel vlak verleent het een gevoel van continuïteit aan het lichaam; het zorgt voor stroming en activeert Chi (Lom).